# 犧牲觸擊
犧牲打，是一種棒球進攻戰術，主要是捨棄掉一個出局數來換取壘包的推進。

## 概要
無人或一人出局壘上有人時，打者以觸擊方式讓自己出局、護送跑者推進到下一個壘位。但一人出局後仍執行犧牲觸擊的機率較低，因為只剩下一個出局數可以運用。
另一種犧牲打是無人或一人出局三壘有人，投手啟動投球動作的同時三壘跑者往本壘起跑，打者以觸擊的方式將球點進界內，讓跑者順利回本壘得分，此種觸擊又稱為「強迫取分」。
當打者成功執行犧牲觸擊時，不計打數，不會降低各項打擊數據。
下列2種情況雖然打者也上壘，紀錄上仍記為犧牲觸擊：
1. 因為防守方守備失誤使得打者也上壘。
2. 因為防守方選擇封殺或觸殺任一跑者失敗，使得打者也上壘。

如果打者執行犧牲觸擊讓壘上跑者出局而自己上壘時，不管是不是最前位的跑者出局，一律記為野手選擇。
如果打者執行犧牲觸擊在防守方沒有守備失誤的情況下而上壘時，則記為內野安打。